# György Nanovfszky
 (mai 2022).
György Nanovfszky, né le 10 avril 1942 et mort le 10 août 2021 à Budapest, est un espérantiste hongrois.

## Biographie

### Jeunesse
György Nanovfszky nait le 10 avril 1942 à Budapest.